# Jean-Martin Weis
Pour les articles homonymes, voir Weis.

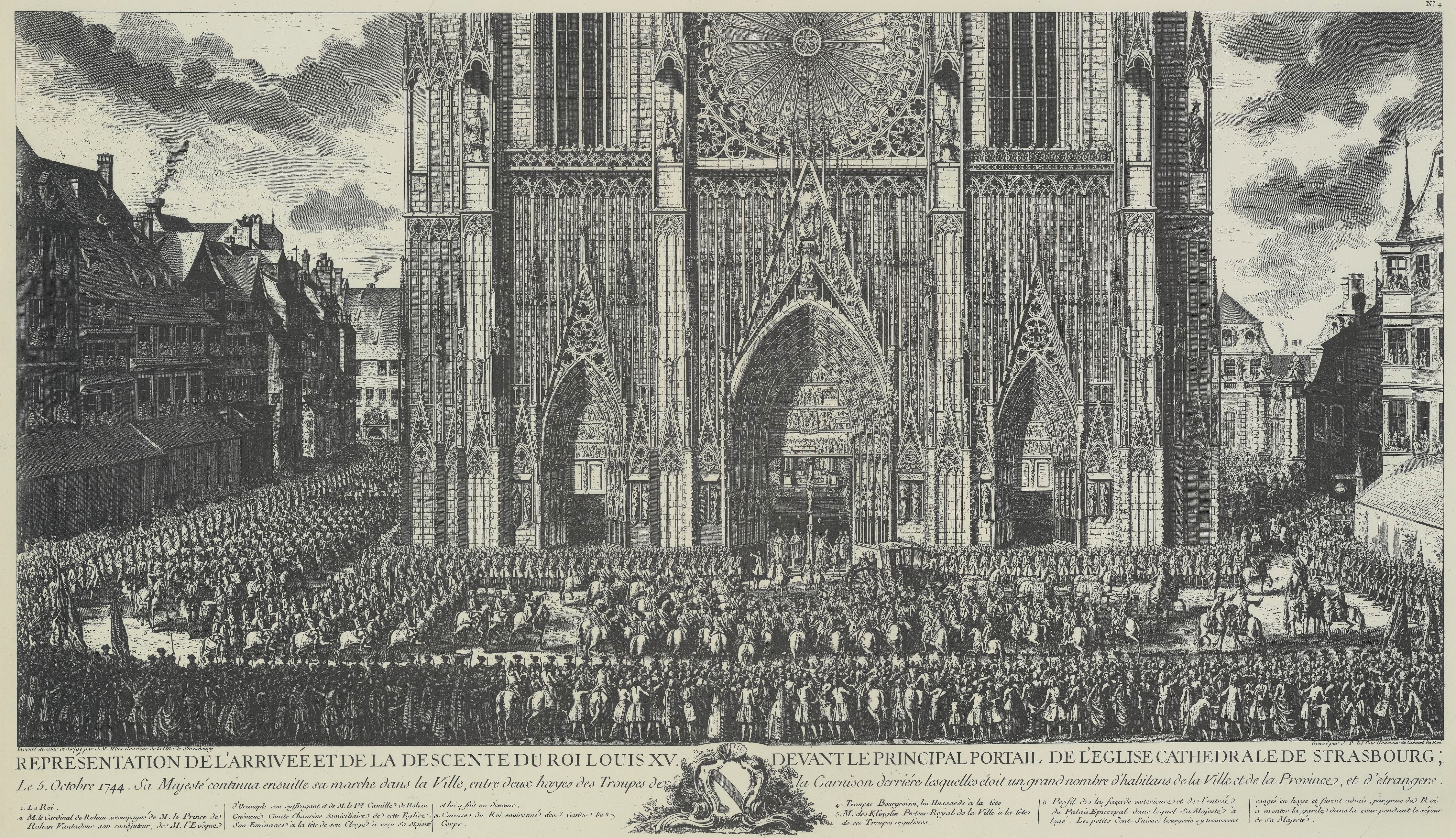
Représentation de l'arrivée de la descente du roi Louis XV devant le principal portail de l'église cathédrale de Strasbourg (1744)

Jean-Martin Weis (ou Johann Martin Weiss) est un auteur, graveur et illustrateur strasbourgeois, né le 6 mars 1711 et mort le 24 octobre 1751 .
Il est notamment l'auteur d'une Représentation des fêtes données par la ville de Strasbourg (Laurent Aubert, imprimeur en taille-douce, 1747), réalisée à la demande du préteur royal d'Alsace Klinglin, à l'occasion de la venue du roi Louis XV dans cette ville Il s'est entouré pour cet ouvrage des graveurs Jacques-Philippe Le Bas, Martin Marvie et Jean-Georges Wille.

## Galerie

Les fortifications de la ville de Strasbourg (quelques vues)
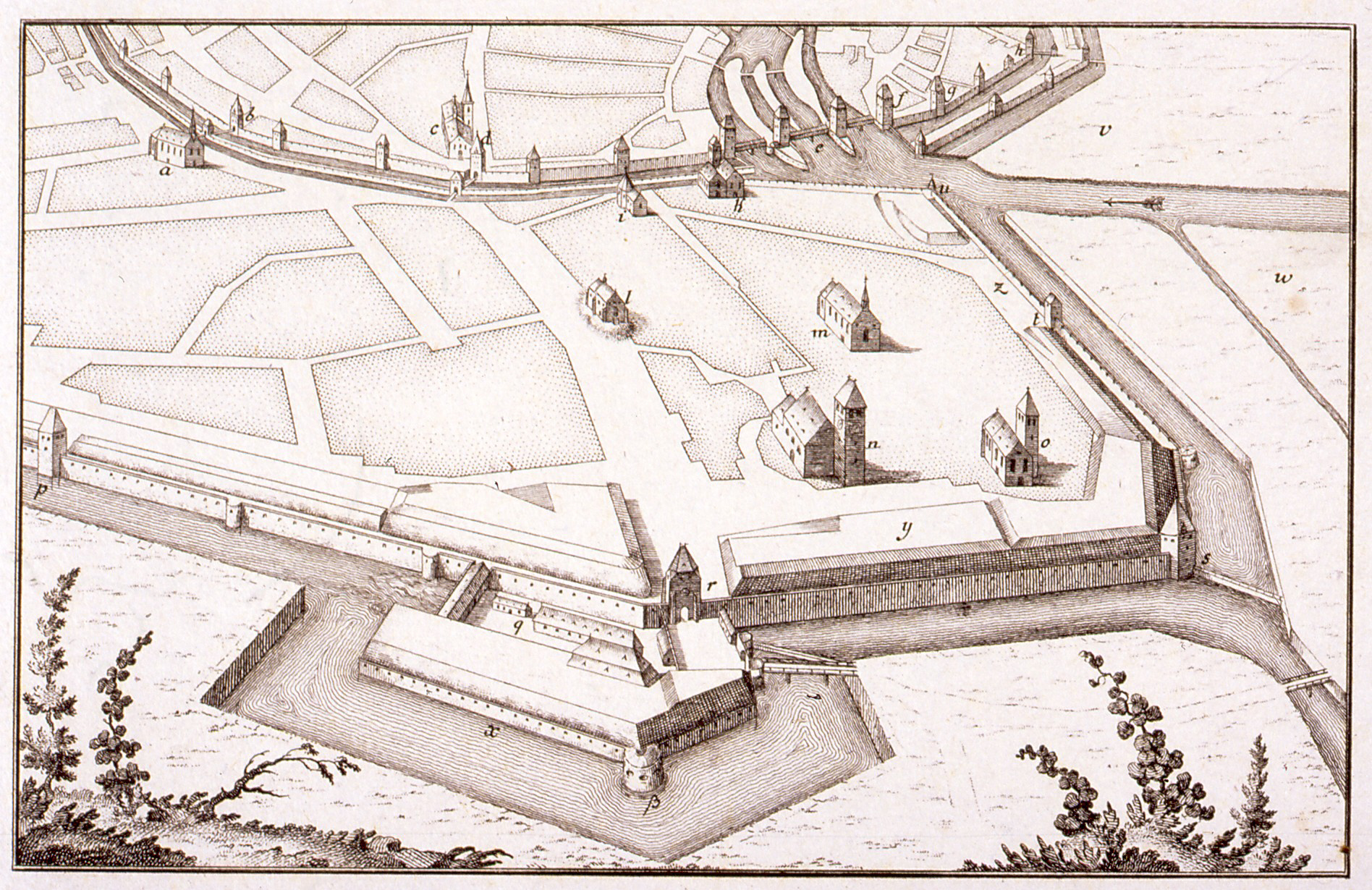
Porte de la tour blanche
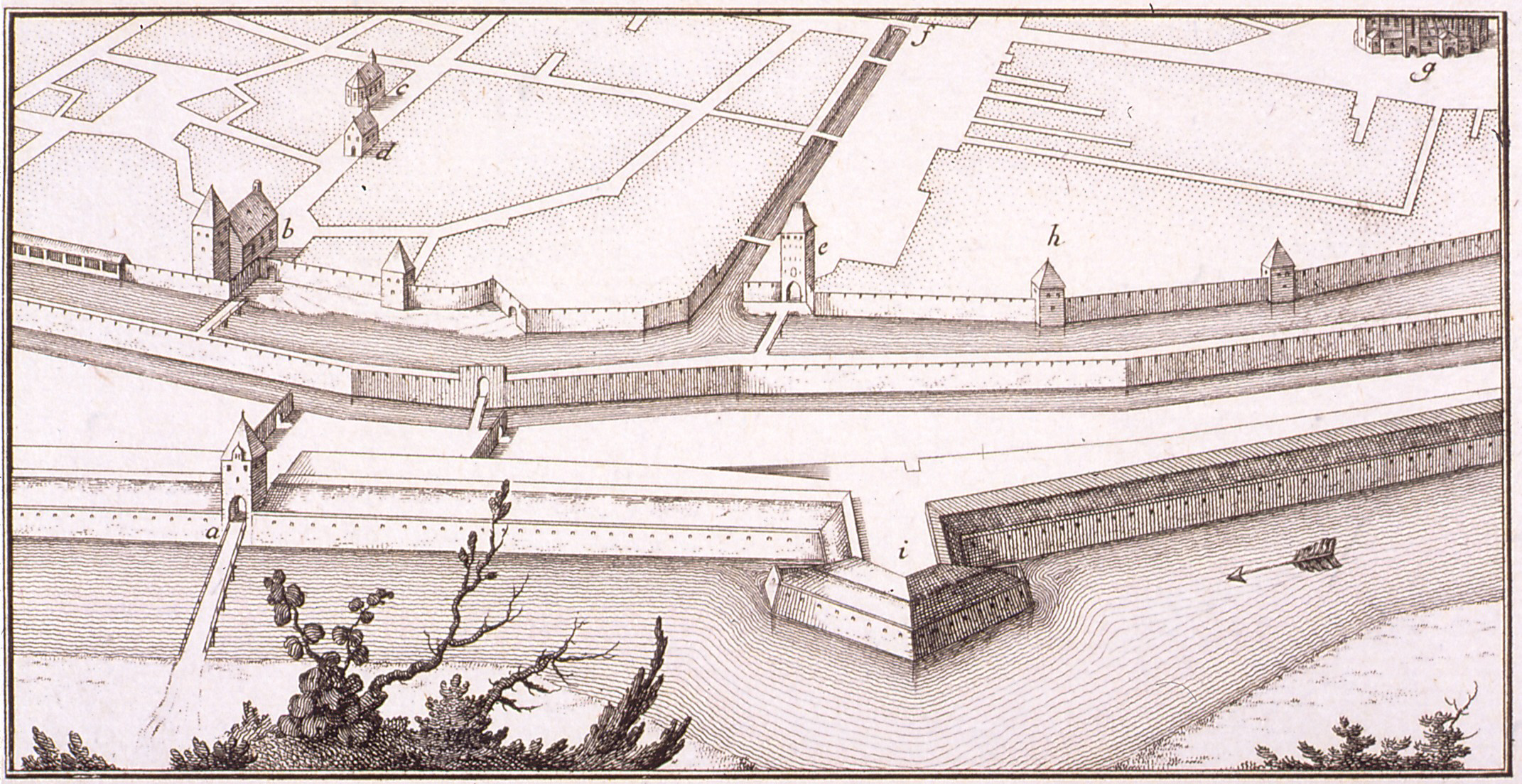
Porte des juifs
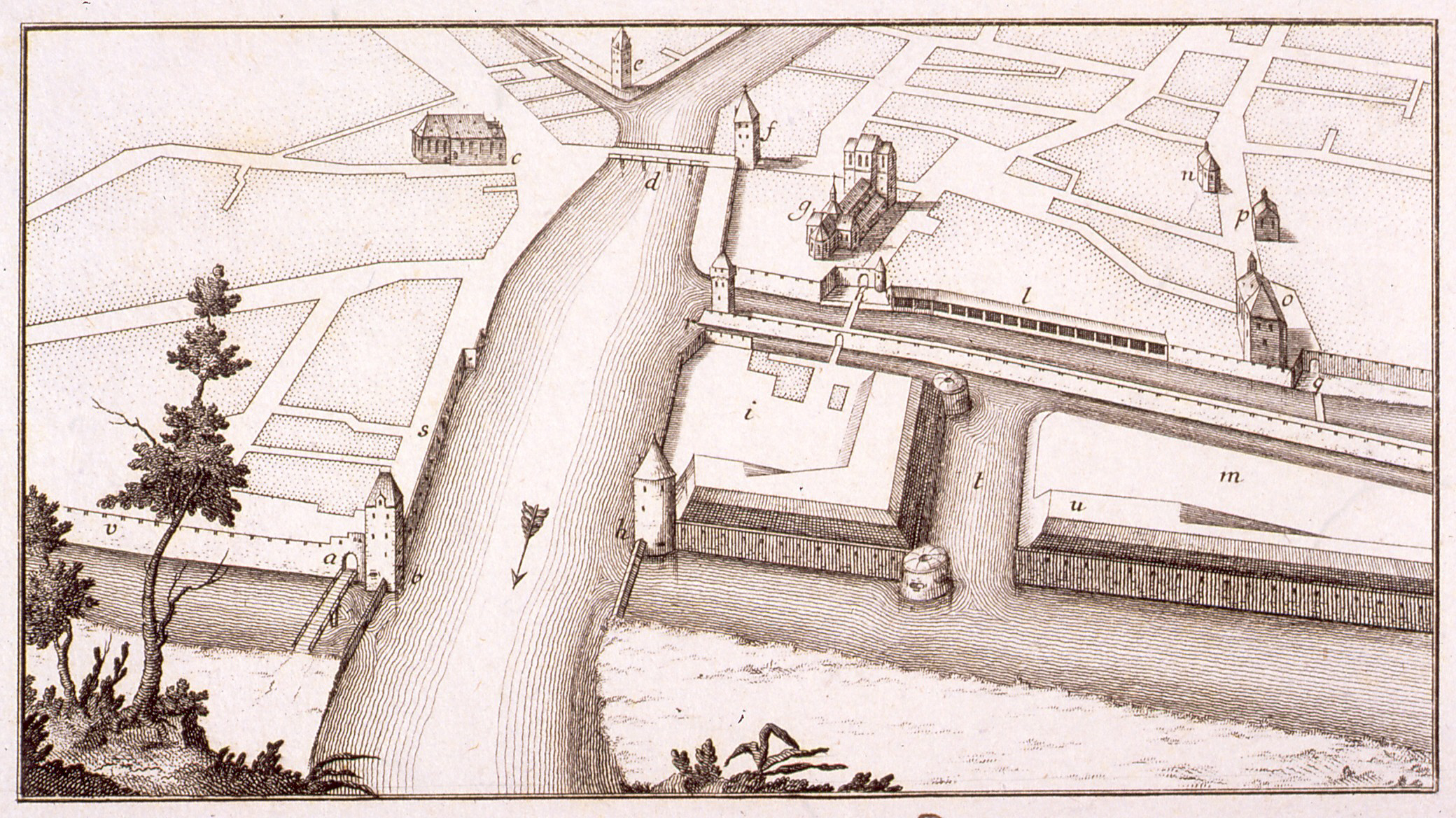
Porte des pêcheurs
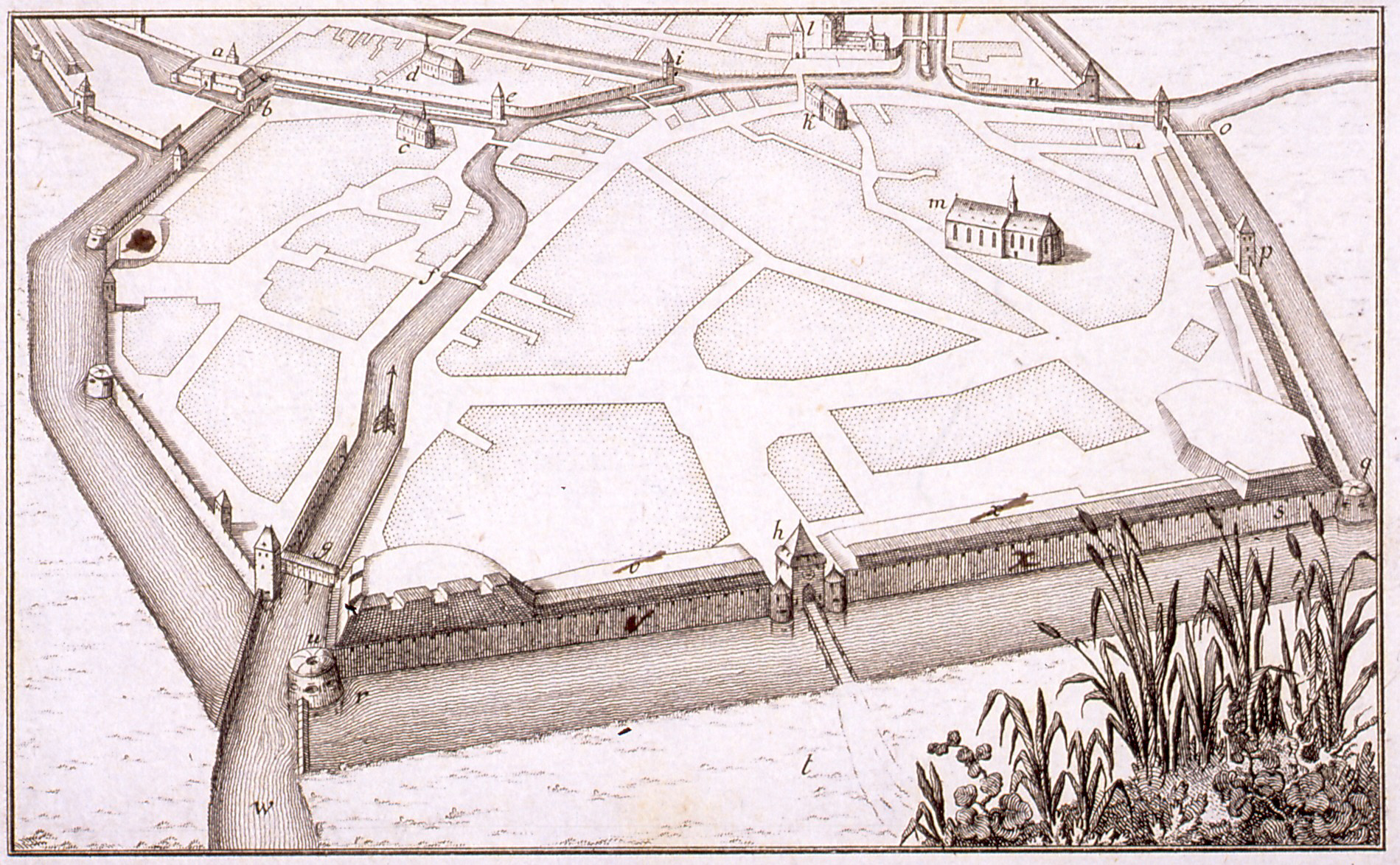
Porte neuve

## Hommages
Une voie de Strasbourg, dans le quartier de l'Elsau, porte son nom, la rue Jean-Martin Weis.